# ヘルタ・ファン・デル・カデ＝クデイス
ヘルタ・ファン・デル・カデ＝クデイス（Gerda Johanna Marie van der Kade-Koudijs、1923年10月29日 - 2015年3月19日）は、オランダの元陸上競技選手である。彼女は、1948年に開催された1948年ロンドンオリンピックの女子400メートルリレー走で金メダルを獲得した。

## 経歴
ヘルタ・クデイスは、1923年にロッテルダムで生まれた。結婚してファン・デル＝カデ・クデイス姓となってからも陸上競技を続け、ロンドンオリンピックのオランダ代表として出場することになった。
ロンドンオリンピックでは、80メートルハードル走、400メートルリレー走、走幅跳の3種目に出場した。80メートルハードル走では予選を2位で通過したが、準決勝で2組の5位に終わって決勝進出はできなかった。
400メートルリレー走ではセニア・スタット＝デ・ヨング、ネッティ・ヴィツィエール＝ティメール、フランシナ・ブランカース＝クンとチームを組んで第3走者を任された。リレーの予選には11チームが出場し、出場チームを3組に分けて、各組の上位2チームが決勝に進出する形式をとった。オランダ代表チームは47秒6の記録を出して予選3組の1位（予選全体でも1位の成績）となり、決勝に進んだ。決勝では47秒5（手動計時。電動計時では47秒6）の記録で1位となって、オランダ代表チームは金メダル獲得を果たした。
26人の選手が出場した走幅跳では、予選で5メートル44センチを跳んで5位に入り、決勝に進んだ。予選の上位12選手が競った決勝では、5メートル57センチと記録を伸ばしたものの、わずか5センチの差で銅メダルを逃している。
他の主要な競技会では、1946年のヨーロッパ陸上競技選手権大会（en:1946 European Athletics Championships）の走幅跳で5メートル67センチの記録を出して優勝し、400メートルリレー走でも優勝メンバーの一員となっている。